# Holmipterus suecicus
Holmipterus suecicus es la única especie del género problemático de euriptéridos Holmipterus, un grupo extinto de artrópodos acuáticos. La especie se conoce de yacimientos del Silúrico Medio de Suecia. El nombre genérico hace honor a Gerhard Holm, un reputado paleontólogo sueco especializado en artrópodos y crustáceos, y el nombre de la especie suecicus significa «sueco» en latín.
Aunque Holmipterus era un euriptérido de gran tamaño y se conoce por múltiples especímenes, aunque parciales y fragmentarios, ha resultado difícil determinar su lugar en el árbol genealógico de los euriptéridos. Esto se debe a que el material fósil referido a Holmipterus combina rasgos observados en distintos grupos de euriptéridos, como los Carcinosomatidae y los Megalograptidae, y presenta algunos rasgos distintivos, como un telson (la división más posterior del cuerpo) con dos «palas cercales» articuladas, que forman un órgano capaz de agarrar. Aunque a menudo se clasifica como carcinosomátido o megalográptido, Holmipterus también se ha clasificado como género de afinidad incierta dentro del suborden Eurypterina, o dentro de todo el orden Eurypterida. Es posible que la descripción original de 1979 de Holmipterus suecicus reconstruyera el telson de forma inexacta y/o combinara erróneamente material fósil perteneciente en realidad a dos géneros diferentes.

## Descripción

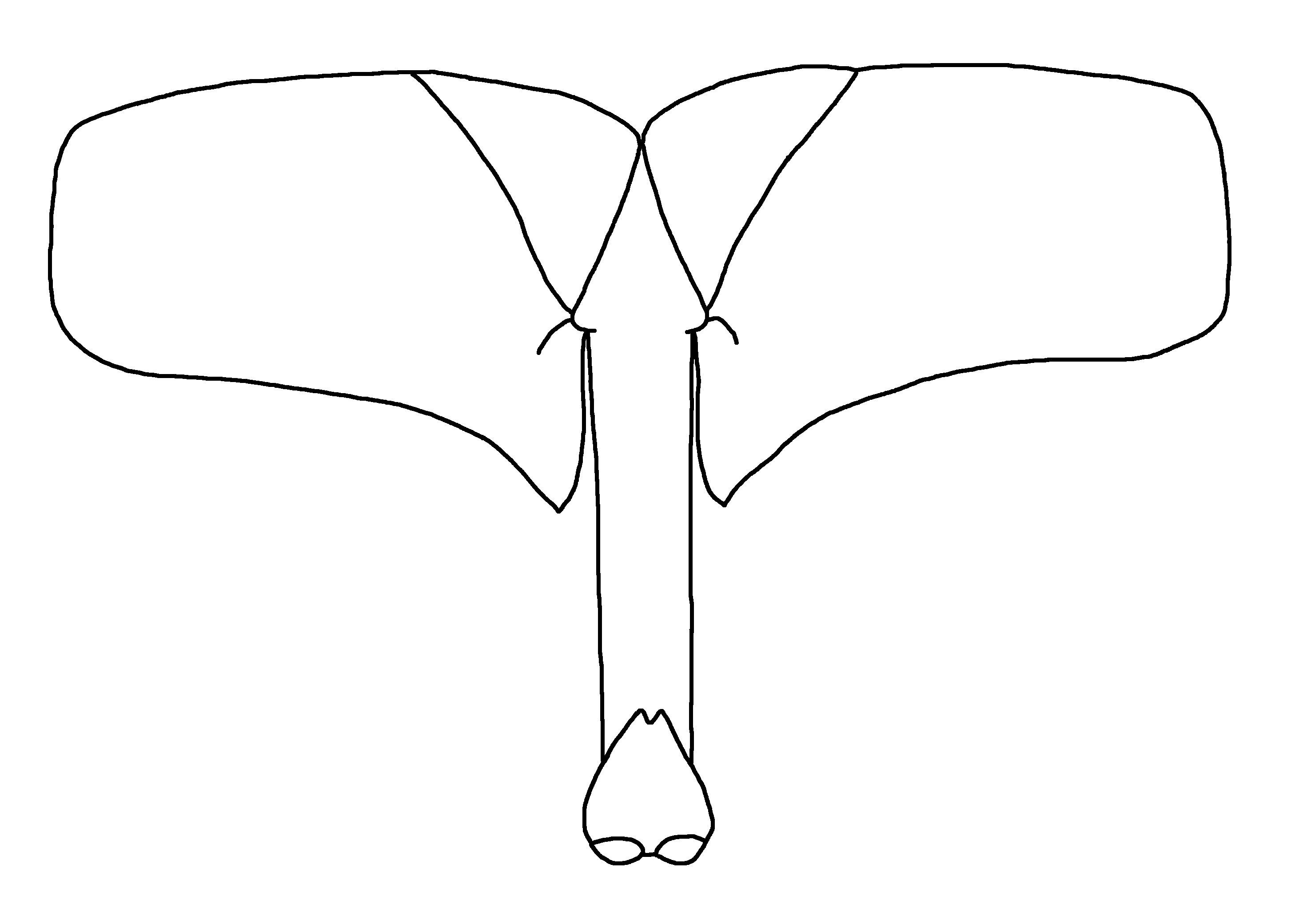
Opérculo con apéndice genital tipo A de H. suecicus

Aunque el tamaño exacto de Holmipterus es incierto, el tamaño de sus fósiles indica que debió de ser un euriptérido relativamente grande. Las estimaciones basadas en el espécimen indican una longitud de alrededor de un metro. El rasgo más distintivo de Holmipterus era su telson (la división más posterior de su cuerpo), único entre los euriptéridos. Según la descripción, el pretelson (el segmento inmediatamente anterior al telson) no sólo soporta un telson en forma de espiga y delgado, pero robusto, sino también dos «cuchillas cercales» articuladas, lo que significa que el conjunto pretelson-telson podría funcionar como una «formidable arma de agarre». Como podían hacer (otros) euriptéridos carcinosomatoideos, es posible que Holmipterus pudiera empujar su cola «hacia arriba», de forma similar a un escorpión. El propio telson estaba curvado hacia abajo y tenía una plataforma dentada y plana cerca de la base. El telson más completo que se encontró medía 8,65 centímetros de largo y 1,46 centímetros de ancho en la parte más ancha de la plataforma dentada. Se conocen especímenes más grandes y menos completos, incluido un telson que medía 1,82 centímetros (0,72 pulgadas) de ancho en el mismo punto.
El telson de Holmipterus era similar al del euriptérido Megalograptus. Aunque la descripción se basaba en múltiples especímenes, dado que ningún otro euriptérido conserva láminas cerclales articuladas, aparte de Megalograptus, y el carácter fragmentario o parcial de la mayor parte del material fósil, se ha cuestionado la exactitud de la descripción en lo que respecta a la reconstrucción del telson, en particular de las láminas cerclales.
Los quelíceros (apéndices frontales) tenían cuatro articulaciones, con unas quelas (garras) largas, estrechas y falcadas (con una curvatura similar a la de la hoz) de 12,4 mm (0,49 pulgadas) de longitud. La mano era casi tan ancha como larga, con una cavidad para la articulación del cóndilo (prominencia redondeada en el extremo de un hueso) de la 4ª articulación. Medía 11,5 mm de largo y 11,9 mm de ancho. Las patas andantes sólo se conocen por dos articulaciones que presentan grandes espinas curvadas, una a cada lado. Estas patas andantes son características del grupo Carcinosomatidae en el que las patas eran aplanadas y con el venter (abdomen) girado hacia delante. Eran diferentes de las patas altamente diferenciadas de Megalograptus. Las espinas de las patas marchadoras estaban estriadas con crestas estrechas y longitudinales a lo largo del dorso de la parte curva. Las patas natatorias son conocidas por una paleta que retiene los segmentos sexto y séptimo. El lóbulo triangular de la sexta articulación era muy largo con escamas lineales a lo largo de la mayor parte del borde posterior que se gradúan en escamas dentadas en el extremo distal. La séptima articulación era grande y finamente dentada a lo largo del borde anterior y cada vez más gruesa a lo largo del extremo distal. La octava articulación era una pequeña espina triangular. Una epimera (la parte de un segmento próxima a la articulación de un apéndice) del primer tergito cuyo borde se inclina hacia atrás demuestra que todo el mesosoma era muy tumefacto, como en los carcinosomátidos. Es posible que la descripción original de Holmipterus sea errónea y que el material fósil pertenezca en realidad a dos géneros distintos.

## Antecedentes de la investigación
Se han encontrado fósiles de Holmipterus en el yacimiento de «Vattenfallet», en las afueras del sur de Visby, en la isla de Gotland (Suecia), en depósitos de edad Wenlock temprana (Silúrico medio).  Aunque fueron figurados por primera vez por Gerhard Holm [sv], un renombrado paleontólogo sueco especializado en artrópodos y crustáceos, a principios del siglo XX, Holm nunca dio a conocer ni publicó estas figuras. Holmipterus suecicus fue descrito en 1979 por Erik N. Kjellesvig-Waering, con el nombre genérico en honor a Holm y el nombre de la especie suecicus, que en latín significa «sueco». Erik N. Kjellesvig-Waering basó la creación del nuevo género principalmente en el telson altamente diferenciado, pero también incluyó algunos especímenes parciales y fragmentarios que consistían en otras partes del cuerpo, como los apéndices y el cuerpo principal, sin comentar por qué. Algunos investigadores posteriores han cuestionado si todos los especímenes deberían incluirse en un género.

## Clasificación
El pretelson de Holmipterus era redondeado en su sección transversal, lo que sugiere que el género pertenecía a una de las tres familias de la superfamilia Carcinosomatoidea: Megalograptidae, Mixopteridae o Carcinosomatidae. En la descripción original de 1979, Kjellesvig-Waering asignó Holmipterus a la familia Megalograptidae, pero señaló que «no me cabe la menor duda de que Holmipterus es tan diferente de Megalograptus que, cuando se conozcan más especímenes del primero, lo mejor será separarlos en familias distintas».
En 1989, Victor P. Tollerton refirió el género, aunque señaló que era incierto, a los Carcinosomatidae basándose en los fósiles fragmentarios de la pata y la paleta natatoria incompleta. Tollerton señaló que creía que la descripción original de Kjellesvig-Waering era errónea, especialmente en lo que respecta a la reconstrucción del telson (en particular las palas cercales) y que era probable que el material fósil original perteneciera en realidad a dos géneros diferentes. En un estudio de 2007, O. Erik Tetlie señaló que la clasificación de Holmipterus como megalodóntido era «muy cuestionable» y lo incluyó como un género de afinidad incierta dentro del suborden Eurypterina. En 2009, James C. Lamsdell y Simon J. Braddy clasificaron Holmipterus como un megalográptido, pero en 2015, Lamsdell y sus colegas recuperaron Holmipterus como un carcinosomátido basal en un análisis filogenético. El cladograma a continuación sigue el análisis de Lamsdell et al. (2015).
|  | Carcinosoma newlini  |
|  |                      |
|  | Carcinosoma libertyi |
|  |                      |

|  | Eusarcana acrocephalus |
|  |                        |
|  | Eusarcana scorpionis   |
|  |                        |

|  | Carcinosoma newlini  |
|  |                      |
|  | Carcinosoma libertyi |
|  |                      |

|  | Eusarcana acrocephalus |
|  |                        |
|  | Eusarcana scorpionis   |
|  |                        |

|  | Carcinosoma newlini  |
|  |                      |
|  | Carcinosoma libertyi |
|  |                      |

|  | Eusarcana acrocephalus |
|  |                        |
|  | Eusarcana scorpionis   |
|  |                        |

|  | Carcinosoma newlini  |
|  |                      |
|  | Carcinosoma libertyi |
|  |                      |

|  | Eusarcana acrocephalus |
|  |                        |
|  | Eusarcana scorpionis   |
|  |                        |

|  | Carcinosoma newlini  |
|  |                      |
|  | Carcinosoma libertyi |
|  |                      |

|  | Eusarcana acrocephalus |
|  |                        |
|  | Eusarcana scorpionis   |
|  |                        |

|  | Carcinosoma newlini  |
|  |                      |
|  | Carcinosoma libertyi |
|  |                      |

|  | Eusarcana acrocephalus |
|  |                        |
|  | Eusarcana scorpionis   |
|  |                        |

|  | Carcinosoma newlini  |
|  |                      |
|  | Carcinosoma libertyi |
|  |                      |

|  | Eusarcana acrocephalus |
|  |                        |
|  | Eusarcana scorpionis   |
|  |                        |

|  | Carcinosoma newlini  |
|  |                      |
|  | Carcinosoma libertyi |
|  |                      |

|  | Eusarcana acrocephalus |
|  |                        |
|  | Eusarcana scorpionis   |
|  |                        |

|  | Carcinosoma newlini  |
|  |                      |
|  | Carcinosoma libertyi |
|  |                      |

|  | Eusarcana acrocephalus |
|  |                        |
|  | Eusarcana scorpionis   |
|  |                        |

|  | Carcinosoma newlini  |
|  |                      |
|  | Carcinosoma libertyi |
|  |                      |

|  | Eusarcana acrocephalus |
|  |                        |
|  | Eusarcana scorpionis   |
|  |                        |

|  | Carcinosoma newlini  |
|  |                      |
|  | Carcinosoma libertyi |
|  |                      |

|  | Eusarcana acrocephalus |
|  |                        |
|  | Eusarcana scorpionis   |
|  |                        |

|  | Carcinosoma newlini  |
|  |                      |
|  | Carcinosoma libertyi |
|  |                      |

|  | Eusarcana acrocephalus |
|  |                        |
|  | Eusarcana scorpionis   |
|  |                        |

|  | Carcinosoma newlini  |
|  |                      |
|  | Carcinosoma libertyi |
|  |                      |

|  | Eusarcana acrocephalus |
|  |                        |
|  | Eusarcana scorpionis   |
|  |                        |

|  | Carcinosoma newlini  |
|  |                      |
|  | Carcinosoma libertyi |
|  |                      |

|  | Eusarcana acrocephalus |
|  |                        |
|  | Eusarcana scorpionis   |
|  |                        |

|  | Carcinosoma newlini  |
|  |                      |
|  | Carcinosoma libertyi |
|  |                      |

|  | Eusarcana acrocephalus |
|  |                        |
|  | Eusarcana scorpionis   |
|  |                        |

|  | Carcinosoma newlini  |
|  |                      |
|  | Carcinosoma libertyi |
|  |                      |

|  | Eusarcana acrocephalus |
|  |                        |
|  | Eusarcana scorpionis   |
|  |                        |

|  | Carcinosoma newlini  |
|  |                      |
|  | Carcinosoma libertyi |
|  |                      |

|  | Eusarcana acrocephalus |
|  |                        |
|  | Eusarcana scorpionis   |
|  |                        |

|  | Carcinosoma newlini  |
|  |                      |
|  | Carcinosoma libertyi |
|  |                      |

|  | Eusarcana acrocephalus |
|  |                        |
|  | Eusarcana scorpionis   |
|  |                        |

|  | Carcinosoma newlini  |
|  |                      |
|  | Carcinosoma libertyi |
|  |                      |

|  | Eusarcana acrocephalus |
|  |                        |
|  | Eusarcana scorpionis   |
|  |                        |

|  | Carcinosoma newlini  |
|  |                      |
|  | Carcinosoma libertyi |
|  |                      |

|  | Eusarcana acrocephalus |
|  |                        |
|  | Eusarcana scorpionis   |
|  |                        |

|  | Carcinosoma newlini  |
|  |                      |
|  | Carcinosoma libertyi |
|  |                      |

|  | Eusarcana acrocephalus |
|  |                        |
|  | Eusarcana scorpionis   |
|  |                        |

|  | Carcinosoma newlini  |
|  |                      |
|  | Carcinosoma libertyi |
|  |                      |

|  | Eusarcana acrocephalus |
|  |                        |
|  | Eusarcana scorpionis   |
|  |                        |

|  | Carcinosoma newlini  |
|  |                      |
|  | Carcinosoma libertyi |
|  |                      |

|  | Eusarcana acrocephalus |
|  |                        |
|  | Eusarcana scorpionis   |
|  |                        |

|  | Carcinosoma newlini  |
|  |                      |
|  | Carcinosoma libertyi |
|  |                      |

|  | Eusarcana acrocephalus |
|  |                        |
|  | Eusarcana scorpionis   |
|  |                        |

|  | Carcinosoma newlini  |
|  |                      |
|  | Carcinosoma libertyi |
|  |                      |

|  | Eusarcana acrocephalus |
|  |                        |
|  | Eusarcana scorpionis   |
|  |                        |

|  | Carcinosoma newlini  |
|  |                      |
|  | Carcinosoma libertyi |
|  |                      |

|  | Eusarcana acrocephalus |
|  |                        |
|  | Eusarcana scorpionis   |
|  |                        |

|  | Carcinosoma newlini  |
|  |                      |
|  | Carcinosoma libertyi |
|  |                      |

|  | Eusarcana acrocephalus |
|  |                        |
|  | Eusarcana scorpionis   |
|  |                        |

|  | Carcinosoma newlini  |
|  |                      |
|  | Carcinosoma libertyi |
|  |                      |

|  | Eusarcana acrocephalus |
|  |                        |
|  | Eusarcana scorpionis   |
|  |                        |

|  | Carcinosoma newlini  |
|  |                      |
|  | Carcinosoma libertyi |
|  |                      |

|  | Eusarcana acrocephalus |
|  |                        |
|  | Eusarcana scorpionis   |
|  |                        |

|  | Carcinosoma newlini  |
|  |                      |
|  | Carcinosoma libertyi |
|  |                      |

|  | Eusarcana acrocephalus |
|  |                        |
|  | Eusarcana scorpionis   |
|  |                        |

|  | Carcinosoma newlini  |
|  |                      |
|  | Carcinosoma libertyi |
|  |                      |

|  | Eusarcana acrocephalus |
|  |                        |
|  | Eusarcana scorpionis   |
|  |                        |

|  | Carcinosoma newlini  |
|  |                      |
|  | Carcinosoma libertyi |
|  |                      |

|  | Eusarcana acrocephalus |
|  |                        |
|  | Eusarcana scorpionis   |
|  |                        |

La Summary List of Fossil Spiders and Their Relatives (Lista resumida de arañas fósiles y sus parientes), un documento compilado por Jason A. Dunlop, David Penney y Denise Jekel, clasificó a Holmipterus como Eurypterida incertae sedis en sus ediciones de 2015 y 2018, indicando una posición taxonómica incierta dentro del conjunto de los Eurypterida.

## Paleoecología
Los yacimientos en los que se descubrió Holmipterus fueron en su día un entorno arrecifal que sustentaba una fauna y flora diversas. La presencia de algas fosilizadas en los yacimientos indica que el entorno se encontraba dentro de la zona fótica, y la presencia de algas dasycladaceaean indica que la profundidad del mar nunca alcanzó más de 100 metros. Los fósiles referidos a Holmipterus suecicus se recuperaron junto a fósiles de otras cuatro especies de euriptéridos: Eurypterus serratus, Dolichopterus gotlandicus, Erettopterus serricaudatus y Erettopterus carinatus. Junto a los demás euriptéridos, se ha recuperado un gran número de otros organismos, como las algas, esponjas, foraminíferos, quitinozoos, melanoescleritos, corales, poliquetos, monoplacóforos, quitones, gasterópodos, bivalvos, rostroconquios, cefalópodos, trilobites, filocáridos, ostrácodos, briozoos, braquiópodos, tentaculitanos, machaeridios, graptolitos, equinodermos y agnatos. En total, se conocen casi quinientas especies fósiles diferentes.